# Simon Werle
Simon Werle (* 13. Juni 1957 in Freisen/Saarland) ist ein deutscher Schriftsteller und Übersetzer.

## Leben
Simon Werle absolvierte im Jahr 1977 am Arnold-Janssen-Gymnasium in St. Wendel sein Abitur. Er studierte von 1977 bis 1983 Romanistik und Philosophie an Universitäten in München und Paris. Seit 1983 übersetzt er literarische Texte aus dem Französischen sowie seltener auch aus dem Englischen und Altgriechischen. Daneben veröffentlicht er eigene Romane, Erzählungen und Theaterstücke. Simon Werle lebt in München.
Simon Werle erhielt 1985 einen Literaturförderpreis der Landeshauptstadt München und einen Preis der Frankfurter Autorenstiftung, 1988 den Paul-Celan-Preis, 1992 den Johann-Heinrich-Voß-Preis für Übersetzung der Deutschen Akademie für Sprache und Dichtung in Darmstadt,1994 Chevalier des Arts et des Lettres, 2003 den Tukan-Preis der Stadt München, 2017 den Eugen-Helmlé-Übersetzerpreis und 2020 den Paul Scheerbart-Preis.

## Werke
- Grundriß der Entfernung, München 1986
- Proxima Centauri, München 1988
- Die Eroberung der Luft, München 1991
- Der Weichselzopf, Frankfurt am Main 1994
- Hillside Avenue, Frankfurt am Main 1996
- Abendregen, München 1999
- Der Schnee der Jahre, München [u. a.] 2003
- Mythen Mutanten, Acht Stücke im antiken Kontext, Frankfurt am Main 2014

## Herausgeberschaft
- Jehuda Amichai: Wie schön sind deine Zelte, Jakob, München [u. a.] 1988

## Übersetzungen
- Gaston Bachelard: Psychoanalyse des Feuers, München 1985
- Charles Baudelaire: Les Fleurs du Mal, Reinbek 2017[2]
- Charles Baudelaire: Der Spleen von Paris, Hamburg 2019
- Hector Berlioz: Les Troyens, Kassel 2003
- Maurice Bessy: Erich von Stroheim, München 1985
- Pierre Corneille: Der Cid, Frankfurt 1994
- Marcel Duchamp: Die große Schachtel, München 1989
- Marguerite Duras: La musica zwei, Frankfurt 1989
- Adolf Hungrywolf: Dessen Stimme ich im Wind höre, Aarau 1985
- Adolf Hungrywolf: Das Land, in dem es immer Sommer ist, Aarau 1984
- Édouard Jaguer: Surrealistische Photographie, Köln 1984 (übersetzt zusammen mit Rudolf von Bitter)
- Alfred Jarry: Die absolute Liebe, München 1985
- Alfred Jarry: Leda, München 1985
- Bernard-Marie Koltès: 
  - Bitternisse. Dumpfe Stimmen, Frankfurt am Main 2003
  - Dumpfe Stimmen. Bad Homburg 1991
  - Flucht zu Pferd bis ans Ende der Stadt, Frankfurt am Main 1996
  - In der Einsamkeit der Baumwollfelder, Bad Homburg 1986
  - Kampf des Negers und der Hunde, Bad Homburg 1987
  - Prolog und andere Texte, Frankfurt am Main 1992
  - Rückkehr in die Wüste, Frankfurt am Main 1988
  - Sallinger, Frankfurt am Main 1995 (übersetzt zusammen mit Corinna Frey)
- Michel Leiris: 
  - Das Band am Hals der Olympia, Frankfurt am Main 1983 (übersetzt zusammen mit Rolf Wintermeyer[3])
  - Wörter ohne Gedächtnis, Frankfurt 1984
- François Maspero: Das Lächeln der Katze, Bremen 1985
- Molière: 
  - Don Juan oder Der steinerne Gast, Frankfurt am Main 1994
  - Der Geizige, Frankfurt am Main 1993
  - Der Menschenfeind. Der Tartuffe, Frankfurt am Main 1993
  - Die Schule der Männer, Frankfurt am Main 1995
  - Sganarelle oder Die eingebildete Kränkung, Frankfurt am Main 1997
- Michael Ondaatje: Handschrift, München 2001
- Thomas Otway: Das gerettete Venedig oder Eine aufgedeckte Verschwörung. Verlag der Autoren, Frankfurt 1996
- Jean Racine
  - Berenike. Britannicus. Frankfurt 1987
  - Mithridates. Frankfurt 2012.
  - Phädra. Andromache. Frankfurt 1986
- Jules Renard: Die Maîtresse, München 1986
- Jean Rhys: Irrfahrt im Dunkel, München 1985
- Henri-Pierre Roché: Viktor, München 1986
- Die Schöpfung, Frankfurt am Main 1999
- Victor Segalen
  - Paul Gauguin in seiner letzten Umgebung. Die zwei Gesichter des Arthur Rimbaud, Frankfurt 1982 (übersetzt zusammen mit Rudolf von Bitter und Dieter Hornig)
  - Der Sohn des Himmels, Frankfurt 1983
- William Shakespeare: The history of Troilus and Cressida, Frankfurt am Main 1999
- Sophokles: Ajax, Antigone. Frankfurt am Main 2013
- Paul Thévenin: Antonin Artaud, München 1986
- Voltaire: Kapitän Cap Verde, Frankfurt am Main 1996
- Nicole Ward-Jouve: Ein Mann namens Zapolski, Frankfurt 1983 (übersetzt zusammen mit Evelyn Schels)